# Programa Pioneer
El programa Pioneer es un conjunto de misiones espaciales no tripuladas de los Estados Unidos, diseñadas para la exploración planetaria. Las más famosas y exitosas fueron las Pioneer 10 y Pioneer 11, que exploraron los planetas del sistema solar exterior, y el conjunto de sondas Pioneer Venus, que exploraron el planeta Venus.

## Primeras misiones Pioneer

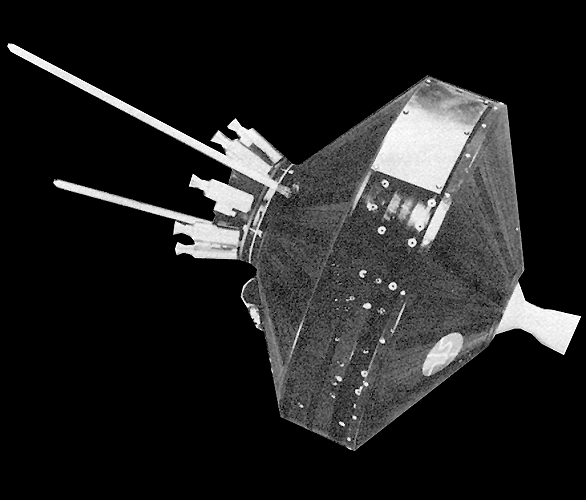
La Pioneer 2.

Las primeras misiones Pioneer, iniciadas en 1958 antes de formarse la NASA, fueron simples misiones de prueba por intentar conseguir la velocidad de escape terrestre y para demostrar la posibilidad de estudiar la Luna. Fueron llevadas a cabo por la fuerza aérea y el ejército de tierra de Estados Unidos. La lista completa de las primeras misiones es la siguiente:
- Sondas Able
  - Pioneer 0 (Thor-Able 1, Pioneer) - Orbitador lunar, destruido en el lanzamiento; agosto de 1958.
  - Pioneer 1 (Thor-Able 2, Pioneer I) - Orbitador lunar, no llegó a la Luna a causa de un error de lanzamiento; octubre de 1958.
  - Pioneer 2 (Thor-Able 3, Pioneer II) - Orbitador lunar, destruido en el lanzamiento; noviembre de 1958.
  - Pioneer 3 - Sobrevuelo (flyby) lunar, no llegó a la Luna a causa de un error de lanzamiento; diciembre de 1958.
  - Pioneer 4 - Sobrevuelo lunar, consiguió la velocidad de escape terrestre; marzo de 1959.
  - Pioneer P-1 (Atlas-Able 4A, Pioneer W) - Sonda perdida; septiembre de 1959.
  - Pioneer P-3 (Atlas-Able 4, Atlas-Able 4B, Pioneer X) - Sonda lunar, perdida en el lanzamiento; diciembre de 1959.
  - Pioneer 5 (Pioneer P-2, Atlas-Able 6, Pioneer V) - Sonda interplanetaria entre la Tierra y Venus; marzo de 1960.
  - Pioneer P-30 (Atlas-Able 5A, Pioneer Y) - Sonda lunar, no logró entrar en órbita lunar; septiembre de 1960.
  - Pioneer P-31 (Atlas-Able 5B, Pioneer Z) - Sonda lunar, perdida por fallo de la etapa superior; diciembre de 1960.

## Las segundas misiones Pioneer

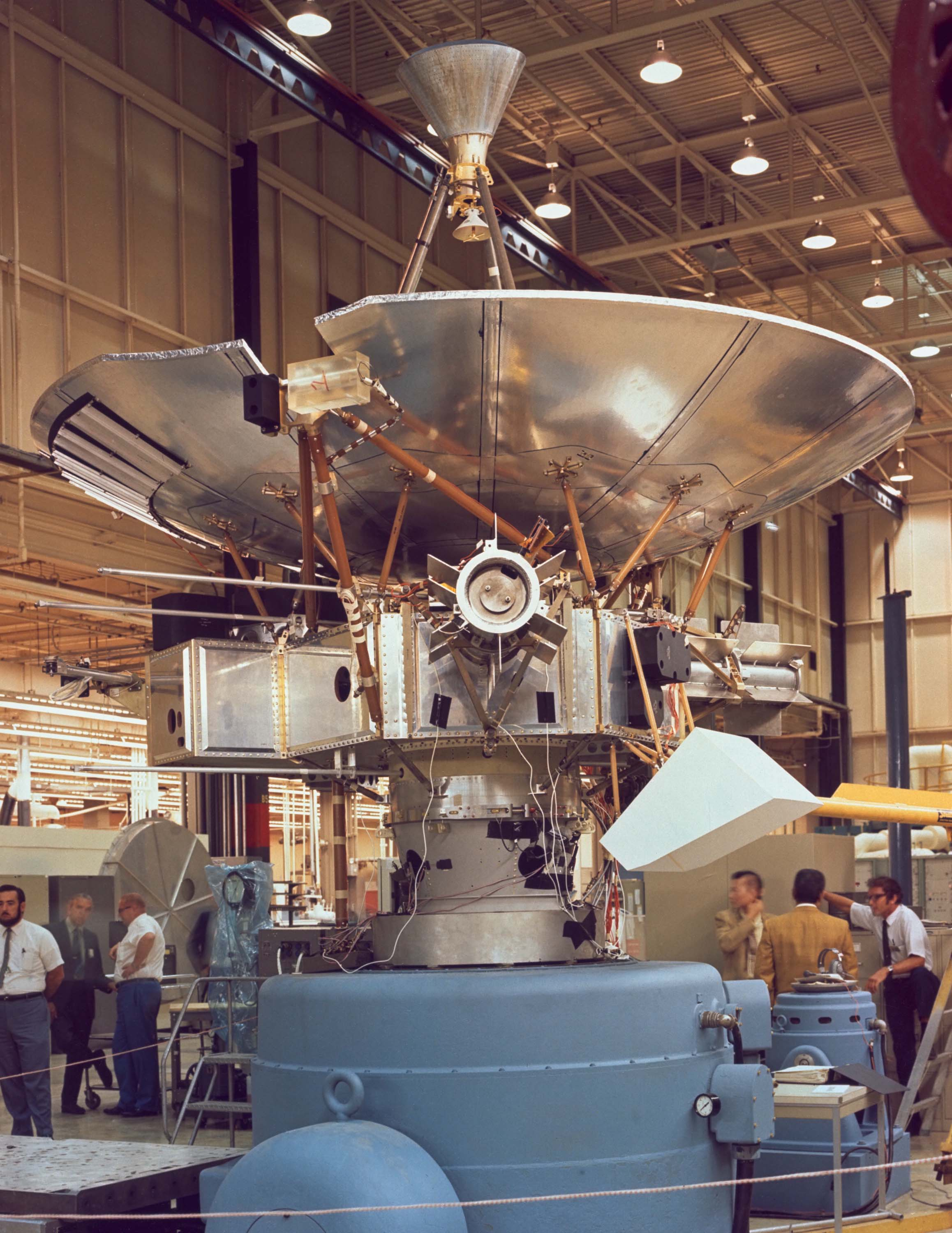
La Pioneer 10 en construcción en 1971.

Cinco años después de las primeras sondas Able, el Alamo Research Center de la NASA recuperó el nombre Pioneer para una nueva serie de misiones, inicialmente adscritas al estudio del sistema solar interior. Las primeras fueron una serie de sondas en órbita solar por estudiar el medio interplanetario entre Venus y la Tierra. Posteriormente se diseñaron dos nuevas sondas para la exploración de los planetas exteriores; fueron las primeras misiones más allá de Marte, todo y que sus resultados científicos fueron superados pronto por las sondas del programa Voyager. Postreramente el programa Pioneer acabó con el conjunto de sondas Pioneer Venus.
El conjunto de nuevas misiones es el siguiente:
- Pioneer 6, 7, 8 y 9 - Sondas interplanetarias en órbita solar
  - Pioneer 6 (Pioneer A) - lanzada el diciembre de 1965.
  - Pioneer 7 (Pioneer B) - lanzada el agosto de 1966.
  - Pioneer 8 (Pioneer C) - lanzada el diciembre de 1967.
  - Pioneer 9 (Pioneer D) - lanzada el noviembre de 1968.
  - Pioneer E - Perdida en el lanzamiento, el agosto de 1969
- Misiones al sistema solar exterior:
  - Pioneer 10 (Pioneer F) - Sobrevuelo de Júpiter, lanzada el marzo de 1972.
  - Pioneer 11 (Pioneer G) - Sobrevuelo de Júpiter y Saturno, lanzada el abril de 1973.
  - Pioneer H - Idéntica a las anteriores pero no se llegó a lanzar.
- Pioneer Venus - Conjunto de dos sondas (orbitador y multisonda) lanzadas en mayo y agosto de 1978, a veces llamadas Pioneer 12 y Pioneer 13.